# دينيس بينتو
دينيس بينتو (بالإسبانية: Denis Pinto) (25 أغسطس 1995 بكوستاريكا - ) هو لاعب كرة قدم بوليفي في مركز حراسة المرمى. شارك مع منتخب بوليفيا تحت 20 سنة لكرة القدم. أما مع النوادي، فقد لعب مع نادي ريال بوتوسي ونادي بلومينغ.

## وصلات خارجية
- دينيس بينتو على موقع إي إس بي إن إف سي (الإنجليزية)
- دينيس بينتو على موقع قاعدة بيانات كرة القدم.إي يو (الإنجليزية)
- دينيس بينتو على موقع Soccerway.com (الإنجليزية)